# ماركوني بيريلو
ماركوني بيريلو (ولد في 7 مارس 1963) هو سياسي برازيلي، منتسب إلى حزب الديمقراطية الاجتماعية البرازيلي. وهو الحاكم السابق لولاية غوياس (1999 - 2002، 2003 - 2006، 2011 - 2018).

## السيرة الشخصية
وُلد ماركوني فيريرا بيريلو جونيور في جويانيا في دي مايو في 7 مارس 1963، لكنه نشأ في بالميراس دي غوياس حيث يعتبر مسقط رأسه. وهو الابن الأول للتاجر ماركوني فيريرا بيريلو وربة المنزل ماريا بيريس بيريو، لديه أيضًا ثلاثة أشقاء آخرين: أنطونيو وفانيا وتاتيانا.
التحق بالمدرسة الابتدائية في المدرسة العامة في بالميرا دي غوياس (1970-1978). في سن الرابعة عشرة حصل على أول وظيفة رسمية له كمساعد في مكتب كاتب العدل. في سن الخامسة عشرة انتقل إلى العيش مع عمه خورخي إي ماريا كونسيساو في مدينة جويانيا لمواصلة الدراسة.
في جويانيا التحق بالمدرسة الثانوية في كلية بري ميديكو (1978-1980). في العاصمة قام بتكوين صداقات في المشهد الفني والفكري، بسبب قربه من ابن عمه فرناندو بيريو، وهو مغني.
في عام 1980 تم اعتماده في جامعة غوياس الفيدرالية لدورة العلوم الاجتماعية. في عام 1982 تم اعتماده في جامعة باراس كوباس، في موغي داس كروزيس لدورة مهندس صناعي. في عام 1985 حصل على مكان في كلية الحقوق بجامعة كاليفورنيا. حتى أن ماركوني بدأ الدورات التي تمت الموافقة عليها لكنه تخلى عنها بسبب عمله ومشاركته السياسية.
كان على الهيئة التشريعية أن التقى فاليريا خايمي بيكسوتو ، التي تزوجها في عام 1989 وأنجب منها ابنتان هما: إيزابيلا وآنا لويزا. أنهى كلية الحقوق في 2010.

## المسار السياسي
بدأ ماركوني بيريو مسيرته السياسية في الحزب السياسي الحركة الديمقراطية البرازيلية. وفي فرصتين كان قائد الفرقة الشبابية لحزبه السياسي، وعمل في هذه الفترة أيضًا كعضو في دليل الدولة. شغل منصب المساعد الشخصي لحاكم غوياس هنريكي سانتيلو في عام 1987 حتى عام 1991 وكنائبًا للولاية في عام 1991 حتى عام 1995.
في عام 1998 تم انتخاب بيريلو حاكمًا للحزب السياسي الحركة الديمقراطية البرازيلية في سن 35، ليصبح أصغر حاكم ولاية في البرازيل. في هذه الانتخابات أشارت استطلاعات الرأي إلى محاباة كبيرة للحاكم السابق ثم السناتور إيريس ريزيندي الزميلة الحزبية السابقة لبيريلو، والزعيم السياسي الرئيسي في ذلك الوقت. مع شعار العهد الجديد للسيناريو السياسي، هزم بريليو بشكل غير متوقع إيريس في الجولة الثانية من الانتخابات وأعيد انتخابه في عام 2002 في الجولة الأولى. في عام 2006 انتهت ولايته للترشح لعضوية مجلس الشيوخ. انتخب بنسبة 75٪ من الأصوات وساهم في انتخاب هذا الخليفة نائبه ألكيدس رودريغز لمنصب حاكم الولاية.

## انتخابات 2010
في 3 أكتوبر 2010 حصل على 1،400،227 صوتًا (46،33٪ من الأصوات الصحيحة)، مما جعله قادرًا على خوض الجولة الثانية ضد إريس ريزينجي في 31 أكتوبر من نفس العام، ثم تم انتخابه حاكم ولاية غوياس للمرة الثالثة وقت في التاريخ، حصل على 1551.132 صوتًا (52.99٪ من الأصوات الصحيحة).

## الفساد
في هناك تحقيق مفتوح في المحكمة العليا، تم التحقيق مع ماركوني بيريلو للاشتباه في تلقيه رشوة بقيمة 2 مليون ريال برازيلي في ذلك الوقت كان حاكم ولاية غوياس من 1999 إلى 2006.